# Salim Benali
Salim Benali (sinh ngày 3 tháng 12 năm 1986 ở Oran) là một cầu thủ bóng đá người Algérie thi đấu cho MO Béjaïa ở vị trí hậu vệ.